# Kozaceanî, Șpola
Kozaceanî (în ucraineană Козачани) este un sat în comuna Veselîi Kut din raionul Șpola, regiunea Cerkasî, Ucraina.

## Demografie
Componența lingvistică a localității Kozaceanî
     Ucraineană (91,3%)
     Rusă (4,35%)
Conform recensământului din 2001, majoritatea populației localității Kozaceanî era vorbitoare de ucraineană (91,3%), existând în minoritate și vorbitori de rusă (4,35%).